# Vincent Lanata
Vincent Lanata, né le 7 juin 1935 à Bastia, est un officier français. Il a terminé sa carrière au grade de général d'armée aérienne et a été chef d'état-major de l'Armée de l'air de 1991 à 1994.

## Biographie
Né à Bastia, Vincent Lanata passe son enfance en Afrique où son père exerce la profession d'administrateur.

### Carrière
Vincent Lanata entre à l'École de l'air en 1955. Il est breveté pilote à Meknès en 1958 avant d'être affecté à Rabat à l'escadron de chasse 1/8, puis à Lahr à l'escadron de reconnaissance 3/33  où il vole d'abord sur F-84F puis sur RT-33. En février 1961, il est nommé chef de patrouille à l'escadrille d'avions légers et d'appui 11/72 en Algérie. C'est à cette époque qu'il est abattu lors d'une mission de reconnaissance à bord d'un North American T-6 Texan. De septembre 1961 à septembre 1968, il sert à la 33e escadre de reconnaissance à Strasbourg,  à l'escadron 1/33 dont il prend le commandement en septembre 1967.
Après un séjour de deux ans à Paris, au Conseil permanent de la sécurité aérienne, il revient à Strasbourg, comme commandant en second de la 33e escadre de reconnaissance. En septembre 1972, il prend le commandement de celle-ci jusqu'en septembre 1974, date à laquelle il entre à l'Ecole supérieure de guerre aérienne à Paris. Après un stage au cours supérieur interarmées, il est affecté, en février 1976, au centre de prospective et d'évaluation, organisme chargé d'études, à moyen et long terme, pour le ministre de la Défense dont il dépend directement.
En 1978, il sert un an comme adjoint au chef de cabinet du chef d'état-major de l'Armée de l'air avant de prendre, en mars 1979, le commandement de la base aérienne 115 d'Orange, qui abrite alors la 5e escadre de chasse et un escadron de Mirage IV des forces aériennes stratégiques. À l'issue de ce commandement, il est nommé à Taverny, en avril 1981, chef d'état-major du Commandement air des forces de défense aérienne. Chef de cabinet du chef d'état-major de l'Armée de l'air en juin 1982, il prend, le 24 mai 1985, le commandement de la 4e région aérienne. 
Le 16 octobre 1986, le général Lanata est promu major général de l'Armée de l'air. Le 5 août 1989, élevé au rang et appellation de général d'armée aérienne, il est nommé inspecteur général de l'Armée de l'air. 
Il est pressenti par Charles Pasqua, ministre de l'Intérieur, pour être nommé directeur de la Direction générale de la Sécurité extérieure en 1987. Le président François Mitterrand refuse de le nommer du fait de sa proximité avec le ministre de l'Intérieur.
Le 1er septembre 1991, il est nommé inspecteur général des armées avec effet au lendemain. Il est élevé à la dignité de grand officier de la Légion d'honneur le 15 octobre 1991.
Le général Lanata est nommé chef d'état-major de l'Armée de l'air du 2 décembre 1991 au 1er juillet 1994. Il est élevé à la dignité de grand-croix de la Légion d'honneur le 23 juin 1994,.

## Famille
Vincent Lanata est marié et a deux enfants dont André Lanata qui est également chef d'état-major de l'Armée de l'air de 2015 à 2018. Il a également deux beaux-enfants et sept petits-enfants en juin 2024.